# Selva (Baleary)
Selva – gmina w Hiszpanii, w prowincji Baleary, we wspólnocie autonomicznej Balearów, o powierzchni 48,75 km². W 2011 roku gmina liczyła 3798 mieszkańców.